# Acmaeodera angelica
Acmaeodera angelica är en skalbaggsart som beskrevs av Henry Clinton Fall 1899. Acmaeodera angelica ingår i släktet Acmaeodera och familjen praktbaggar. Inga underarter finns listade i Catalogue of Life.